# Fredrik Stenman
Fredrik Stenman (Munktorp, 1983. június 2. –) svéd válogatott labdarúgó, 2014-től a Djurgårdens IF játékosa. Posztját tekintve hátvéd.
A svéd válogatott tagjaként részt vett a 2006-os világbajnokságon.